# Opperste Leider Snoke
Opperste Leider Snoke, (Engels: Supreme Leader Snoke) of kortweg gewoon Snoke, is een personage uit de negendelige filmserie Star Wars. Snoke werd geïntroduceerd als de Opperste Leider van de First Order en meester van Kylo Ren in Star Wars: The Force Awakens.
Snoke is een kunstmatig wezen, geconstrueerd en gecontroleerd door Darth Sidious. Snoke weet Ben Solo te verleiden tot de Duistere Kant en wordt zijn meester. Uiteindelijk zal Ben Solo - die inmiddels Kylo Ren wordt genoemd - Snoke ombrengen om zelf de macht te grijpen.